# Pelecopsis moesta
Pelecopsis moesta là một loài nhện trong họ Linyphiidae.
Loài này thuộc chi Pelecopsis. Pelecopsis moesta được Richard C. Banks miêu tả năm 1892.